# 唾落とし
唾落とし（つばおとし）とは、主に小中学生の男の子がよく行っている遊びである。
厳密に言えば、「唾落とし」と「唾飛ばし」に分かれる。最近の子どもは不潔と思い、ほとんどしなくなったようだが、1990年代前半までは盛んに行われており、かなりの競技性があった。力の誇示を意味することもあり、「唾は汚いもの」という考えに基づく嫌がらせのこともあった。

## つば落とし
学校の窓や、マンションの屋上からつばや痰を落とすものである。標的は、通行人の頭である場合が多かった。命中したら、さっと姿を隠したが、逃げ遅れた者は、（特に相手が大人の場合）殴られる、学校に通報されて先生に怒られるなどの制裁を受けた。

## つば飛ばし
天井からぶら下がった看板などを標的にするものである。唾落としよりも技能が必要だった。「つばフレーム」と称し、鬼ごっこの武器にすることもあった。「粘くて、臭い」つばが強力な武器とされた。ちなみに、長時間にわたって大量に口の中に溜められたつばは粘度や臭さが増すので大量のつばを溜めてから吐くこともよく行われた。